# (21110) Karlvalentin
(21110) Karlvalentin ist ein Asteroid des Hauptgürtels, der am 4. September 1992 von den deutschen Astronomen Freimut Börngen und Lutz D. Schmadel am Observatorium der Thüringer Landessternwarte Tautenburg (IAU-Code 033) entdeckt wurde.
Der Asteroid ist nach dem bayerischen Komiker, Volkssänger, Autor und Filmproduzenten Karl Valentin (1882–1948) benannt, der zusammen mit seiner Partnerin Liesl Karlstadt in seinen Sketchen und Theaterstücken die Machtlosigkeit des Individuums parodierte.